# ミーラ
ミーラ（伊: Mira）は、イタリア共和国ヴェネト州ヴェネツィア県にある、人口約38,000人の基礎自治体（コムーネ）。ヴェネツィア潟の西に位置しており、ヴェネツィア都市圏 (it:Area metropolitana di Venezia) に含まれる。

## 名称
標準イタリア語以外の言語では以下の名称を持つ。
- ヴェネト語: ła Mìra [4]

## 地理

### 位置・広がり
ヴェネツィア県西部のコムーネで、ブレンタ川下流域のリヴィエラ・ディ・ブレンタ (it:Riviera del Brenta) と呼ばれる地域に含まれる。ヴェネツィアとパドヴァの中間にあり、県都・州都ヴェネツィアの西約14km、パドヴァの東約20kmに位置する。
コムーネの領域はブレンタ運河 (it:Naviglio del Brenta) 付近までひろがっている。

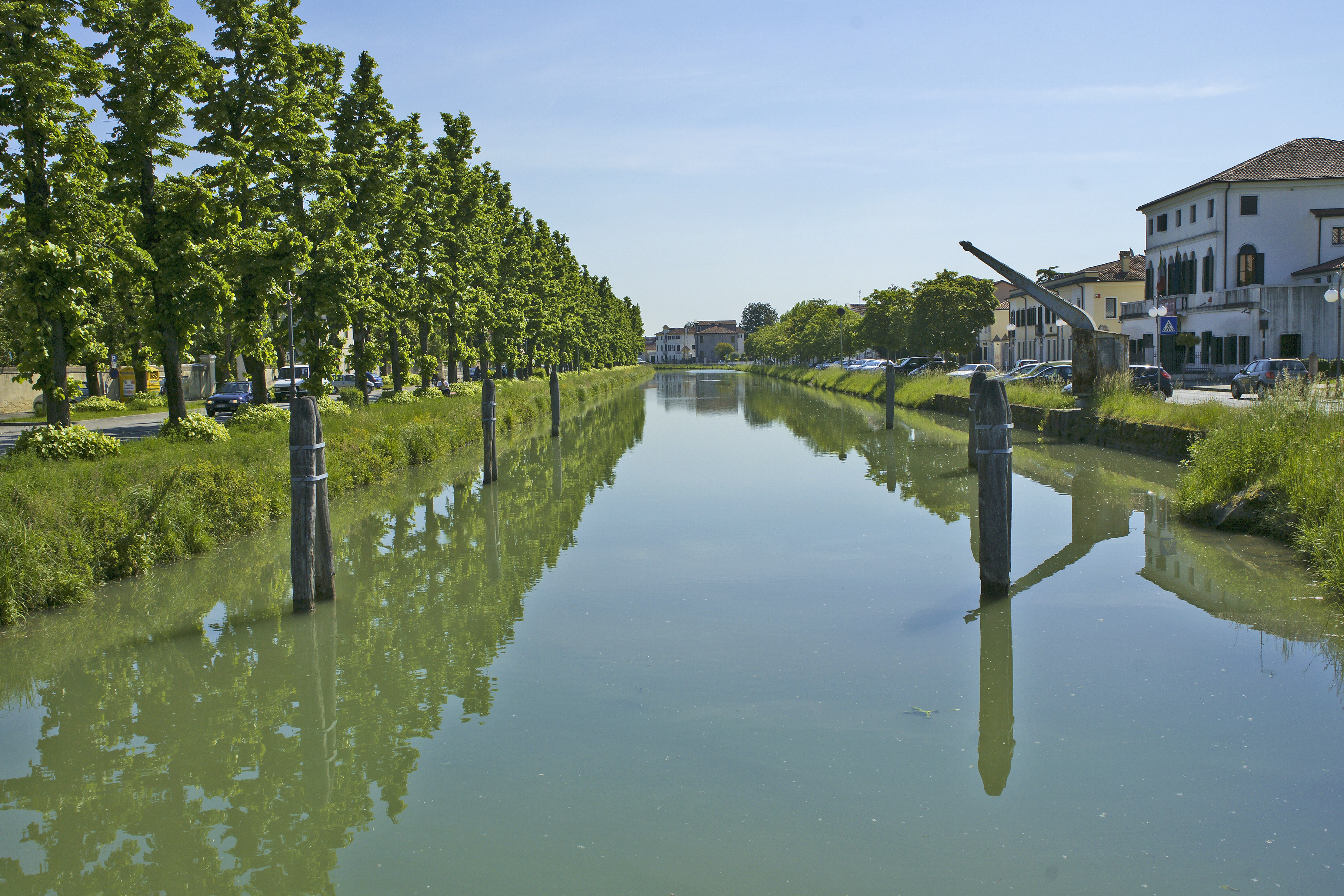
Naviglio del Brenta

#### 隣接コムーネ
隣接コムーネは以下の通り。
- ミラーノ - 北
- スピネーア - 北
- ヴェネツィア - 東
- カンパーニャ・ルーピア - 南
- ドーロ - 西
- ピャニーガ - 北西

### 地勢
東にヴェネツィア潟（ラグーナ）に面する。市域南東部、面積にして1/3ほどの地域はラグーナに続く沼沢地で、多くの島や水路からなる。

### 気候分類・地震分類
気候分類では、zona E, 2541 GGに分類される。
また、イタリアの地震リスク階級 (it) では、zona 3 (sismicità bassa) に分類される。

### 主要な市街・集落
自治体名と中心市街名が異なるコムーネ (it:Comune sparso) で、市庁舎はミーラ・ターリオ (it:Mira Taglio) に所在する。

## 行政

### 分離集落
ミーラには以下の分離集落（フラツィオーネ）がある。
- Borbiago, Gambarare, Malcontenta, Marano Veneziano, Mira Porte, Mira Taglio (sede comunale), Oriago

## 文化・観光

### ヴィッラ（邸宅）群
16世紀から18世紀にかけて、ヴェネツィア人によって建設された邸宅（ヴィッラ）がみられる。
マルコンテンタ地区にあるヴィッラ・フォスカリ（通称「ラ・マルコンテンタ」）は、アンドレーア・パッラーディオによって設計された邸宅で、世界遺産「ヴィチェンツァ市街とヴェネト地方のパッラーディオのヴィッラ」の一部として登録されている。このほか著名な邸宅としては、ミーラ・ポルテ地区にあるヴィッラ・ウィドマン・レッツォニコ・フォスカリ (it:Villa Sceriman Widmann Rezzonico Foscari) などが挙げられる。
- ヴィッラ・フォスカリ
- ヴィッラ・ウィドマン・レッツォニコ・フォスカリ

### 祭りと見本市
毎年6月ごろにValmarana地区で「タムタム」というイベントがおこなわれる。この催しは1か月近く続き、毎夜、世界からきたミュージシャンによってライブの舞台がつとめられ、惣菜屋のスタンドや手仕事の市、こどものための遊戯施設ができる。この間Valmarana公園は緑に染められる。
また毎年4月にはOriago地区で、"Oriago in fiore"植物と花の見本市がひらかれる。

## スポーツ
1989年6月1日、ジロ・デ・イタリア1989の12日目、ミラでマリオ･チポリーニの勝利が決定した。